# 吳重振
吳重振（Ng Chung Chun，1955年2月—2009年9月4日），生於香港，祖籍廣東番禺。一生熱愛數學，積極推動數學競賽活動及投身數學教育。是香港教育統籌局小學及初中數學奧林匹克代表隊總教練，同時為港島民生書院訓導主任、數學科教師。2009年9月2日因中風而送往瑪嘉烈醫院急救，後一直昏迷，延至9月4日因腦幹死亡辭世。享年54歲。

## 生平

### 童年
吳重振在家中排行第三，有一兄一姐一弟，母親叫他乳名「大口」，寓意他長大時能口大食四方。吳重振在他10歲時，父親因心臟病突發而逝世，因此維持生計的責任落在其母身上，她獨力打理小士多，艱苦經營。吳重振年幼時已身體力行，於家貧苦況中成長。

### 大學時期
吳重振在香港完成中小學後，由於當時中國大陸的大學還不發達，而香港亦只有香港大學和香港中文大學，因此在1974年他決定遠赴台灣，入讀國立臺灣師範大學。據其兒子所說，吳重振當年入讀時是首選文學系，但最後入了數學系。在攻讀大學四年期間，曾於校刊中寫了「年年難過年年過，處處無家處處家」以表達自己離家在外的心聲。最後於1978年畢業並回港。
- 1982年：獲香港中文大學教育學院教育文憑
- 1999年：開始於港島民生書院任教
- 2006年：獲行政長官卓越教學獎[1]

## 任職
- 中國數學奧林匹克高級教練
- 香港小學及初中數學奧林匹克代表隊總教練
- 香港數理教育學會主席
- 香港教育局課程發展議會數學教育委員會委員
- 香港卓越教師協會副主任
- 香港科學館科學顧問
- 港島民生書院訓導主任
- 港島民生書院法團校董會校董

## 歷任
- 孔聖堂中學教師
- 孔仲岐紀念中學教師
- 大埔林村小學教師
- 仁愛堂陳黃淑芳紀念中學教師
- 深培中學教師
- 港島民生書院教師

## 學歷
- 國立臺灣師範大學理學士
- 香港中文大學教育文憑及學生訓導證書
- 香港大學資優教育教師專業培訓證書

## 所獲榮銜
- 香港行政長官中學數學卓越教師

## 著作
- 1999年：《解競賽匙的鑰匙》
- 2003年：《奧數之星創新思維訓練藝術(小學六年級)》

## 資料來源
1. ↑  行政長官卓越教學獎（2005-2006）獲獎教師名單，http://qef.org.hk/ate/2005_06ate/tchinese/assesresult1.htm （页面存档备份，存于）